# Европа на свободата и пряката демокрация
Европа на свободата и пряката демокрация (на английски: Europe of Freedom and Direct Democracy — EFDD; на френски: Groupe Europe libertés démocratie — ELD) — парламентарна група в Европейския парламент, обединяваща дясно популистки и евроскептични партии. Създадена е под името Европа на свободата и пряката демокрация на 1 юли 2009 г. малко след изборите за Европейски парламент през 2009 г. Лидери на групата стават Найджъл Фараж от Партията на независимостта на Обединеното кралство и Давид Борели (от Движение „5 звезди“ в Италия.).

## Състав на парламентарната група

### 7-и състав на Европейския парламент (2009—2014)
След изборите за Европейски парламент през 2009 г. парламентарната група ЕСПД (Европа на свободата и пряката демокрация) обединява 27 депутати.
| Държава        | Партия                                           | Брой депутати |
| -------------- | ------------------------------------------------ | ------------- |
| Великобритания | Партия на независимостта на Обединеното кралство | 9             |
| Гърция         | Народен православен сбор                         | 2             |
| Дания          | Датска народна партия                            | 1             |
| Италия         | Северна лига                                     | 9             |
| Литва          | Ред и справедливост                              | 2             |
| Нидерландия    | Реформаторска партия                             | 1             |
| Словакия       | Словашка национална партия                       | 1             |
| Финландия      | Истински финландци                               | 1             |
| Франция        | Движение за Франция                              | 1             |

Временно са водени преговори с Австрийската партия на свободата, но доста партии от групата се обявяват против присъединяването ѝ.

### 8-и състав на Европейския парламент (2014—2019)
Парламентарната група увеличава броя си до 45 депутати:
| Държава        | Партия                                           | Брой депутати | Забележки |
| -------------- | ------------------------------------------------ | ------------- | --------- |
| Великобритания | Партия на независимостта на Обединеното кралство | 22            |           |
| Италия         | Движение „5 звезди“                              | 17            |           |
| Литва          | Ред и справедливост                              | 1             |           |
| Полша          | Роберт Ивашкевич                                 | 1             | независим |
| Франция        | Жоел Бержерон                                    | 1             | независим |
| Чехия          | Партия на свободните граждани                    | 1             |           |
| Швеция         | Шведски демократи                                | 2             |           |